# طائر النار

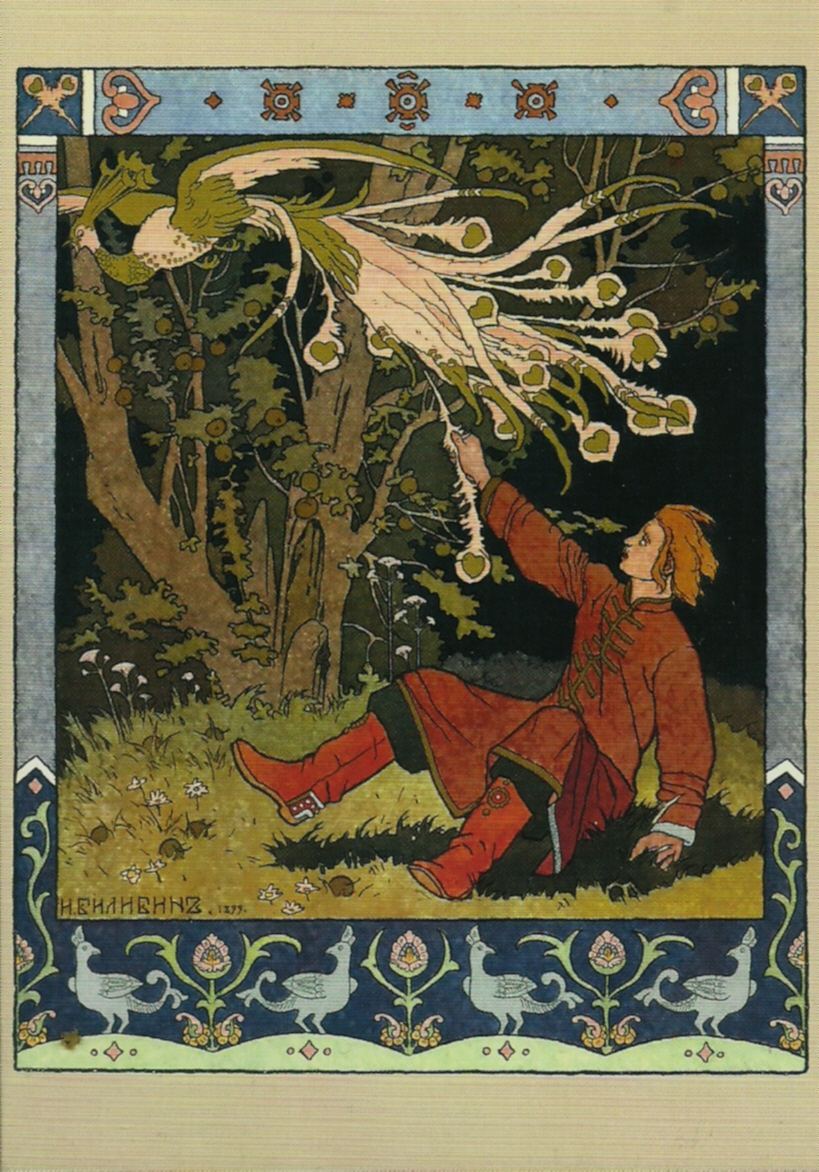
إيفان تساريفيتش وهو يمسك بطائر النار

طائر النار (بالفرنسية: L'Oiseau de feu)‏ هو باليه من تأليف إيجور فيودوروفيتش سترافينسكي عام 1910م، وصمم رقصة الباليه مايكل فوكين. وتدور قصة الباليه التي أتت من روايات الفلكلور الروسي، حول الطائر السحري الذي يحمل نفس الاسم، ويكون جالبًا للنعمة على من يحصل عليه، وأيضًا لللعنة. ولقد عرض الباليه لأول مرة في 25 يونيو 1910 في باريس، وكان من إنتاج شركة باليه روس. ويعتبر هذا العمل من أعمال سترافينسكي المبكرة التي تظهر تأثرًا بالمدرسة القومية الروسية وخاصة بأستاذه ريمسكي كورساكوف، كما يعد تحفة من ناحية التوزيع الأوركسترالي، حيث أبدع سترافينسكي في استخدام الأوركسترا كبيرة الحجم لخلق ألوان سحرية ومتميزة تلائم الأجواء الخيالية للقصة.